# Bartramia sobrina
Bartramia sobrina är en bladmossart som beskrevs av Jules Cardot 1916. Bartramia sobrina ingår i släktet äppelmossor, och familjen Bartramiaceae. Inga underarter finns listade i Catalogue of Life.